# Opisthacantha wilderi
Opisthacantha wilderi är en stekelart som beskrevs av David Timmins Fullaway 1939. 
Opisthacantha wilderi ingår i släktet Opisthacantha och familjen Scelionidae. Inga underarter finns listade i Catalogue of Life.